# Hello! Project 2011 WINTER 〜歓迎新鮮まつり〜 Bっくりライブ
『Hello! Project 2011 WINTER 〜歓迎新鮮まつり〜 Bっくりライブ』は、2011年1月に開催されたハロー!プロジェクトに所属しているアーティストによる合同コンサートツアー。

## 概要
- 中盤に連続ソロコーナーが設けられている。
- 映像ソフトはDVDとBlu-rayで発売。Blu-ray版は『Aがなライブ』と併せて2枚組完全版として発売された。

## 出演者
- モーニング娘。、Berryz工房、℃-ute、真野恵里菜、スマイレージ[注釈 1]、ハロプロエッグ選抜、吉川友（オープニングアクト）
- MC まこと、吉澤ひとみ

## 日程
1月5日・6日は夜公演のみ、8日は1日2公演。名古屋公演・神戸公演は昼公演はBっくりライブ、夜公演はAがなライブを行った。
- 1月5日・6日・8日：中野サンプラザ
- 1月15日・16日：中京大学文化市民会館オーロラホール
- 1月22日・23日：神戸国際会館こくさいホール

## DVD・Blu-ray
『Hello! Project 2011 WINTER 〜歓迎新鮮まつり〜 Bっくりライブ』（2011年4月27日、DVD）、（2011年5月18日、Blu-ray完全版/Disc2）
2011年1月8日に中野サンプラザにて行われたコンサート夜公演の模様を収録。
1. OPENING
2. ライバル
3. MC 1
4. VTR 映像（メンバー紹介）
5. ショートカット（スマイレージ）
6. 青春のセレナーデ（真野恵里菜）
7. Kiss me 愛してる（℃-ute）
8. ヒロインになろうか!（Berryz工房）
9. I'm Lucky girl（モーニング娘。）
10. MC 2
11. Yeah! めっちゃホリディ（和田彩花）
12. 幸せビーム!好き好きビーム!（徳永千奈美）
13. 赤い日記帳（岡井千聖）
14. 初めてのハッピーバースディ!（光井愛佳）
15. MC 3
16. 渡良瀬橋（真野恵里菜）
17. 初めて唇を重ねた夜（菅谷梨沙子）
18. トウモロコシと空と風（中島早貴）
19. ブギートレイン'03（新垣里沙）
20. MC 4 〜 三百六十五歩のマーチ
21. ♡桃色片想い♡（嗣永桃子）
22. 100回のKISS（前田憂佳）
23. FOREVER〜あなたに会いたい〜（田中れいな）
24. MC 5
25. ブラボー!（モーニング娘。）
26. 同じ時給で働く友達の美人ママ（スマイレージ）
27. 元気者で行こう!（真野恵里菜+スマイレージ）
28. JUMP（℃-ute+真野恵里菜・スマイレージ）
29. 本気ボンバー!!（Berryz工房+℃-ute・真野恵里菜・スマイレージ）
30. ラヴ&ピィ～ス!HEROがやって来たっ。（モーニング娘。+Berryz工房・℃-ute・真野恵里菜・スマイレージ）
31. スキちゃん
32. MC 6
33. Come Together
34. 直感2 〜逃した魚は大きいぞ!〜

特典映像：昼公演 日替わり曲
- BD版のみ収録
11. 会えない長い日曜日（福田花音）
12. 愛のバカやろう（熊井友理奈）
13. The 美学（須藤茉麻）
14. 恋のテレフォン GOAL（萩原舞）
16. Memory 青春の光（鈴木愛理）
17. VERY BEAUTY（小川紗季）
18. 白いTOKYO（清水佐紀）
19. ね〜え?（道重さゆみ）
21. 愛の園 〜Touch My Heart!〜（夏焼雅）
22. 気がつけば あなた（矢島舞美）
- DVD版・BD版ともに収録
23. さよなら「友達にはなりたくないの」（高橋愛）